# Педрас-Алтас
Педрас-Алтас (порт. Pedras Altas)  —  муниципалитет в Бразилии, входит в штат Риу-Гранди-ду-Сул. Составная часть мезорегиона Юго-восток штата Риу-Гранди-ду-Сул. Входит в экономико-статистический  микрорегион Серрас-ди-Судести. Население составляет 2784 человека на 2006 год. Занимает площадь 1 376,694 км². Плотность населения — 2,0 чел./км².

## История
Город основан 16 апреля 1996 года. 

## Статистика
- Валовой внутренний продукт на 2003 составляет 40.220.429,00 реалов (данные: Бразильский институт географии и статистики).
- Валовой внутренний продукт на душу населения на 2003 составляет 15.058,19 реалов (данные: Бразильский институт географии и статистики).

## География
Климат местности: умеренный. В соответствии с классификацией Кёппена, климат относится к категории Cfb.